# NGC 6596
NGC 6596 est un vieil amas ouvert situé dans la constellation du Sagittaire. Il a été découvert par l'astronome germano-britannique William Herschel en 1786.
Selon la classification des amas ouverts de Robert Trumpler, cet amas renferme entre 50 et 100 étoiles (lettre m) dont la concentration est moyennement faible (III) et dont les magnitudes se répartissent sur un intervalle moyen (le chiffre 2). Selon le site Lynga consacré aux amas ouverts, NGC 6596 renferme 30 étoiles.

## Observation

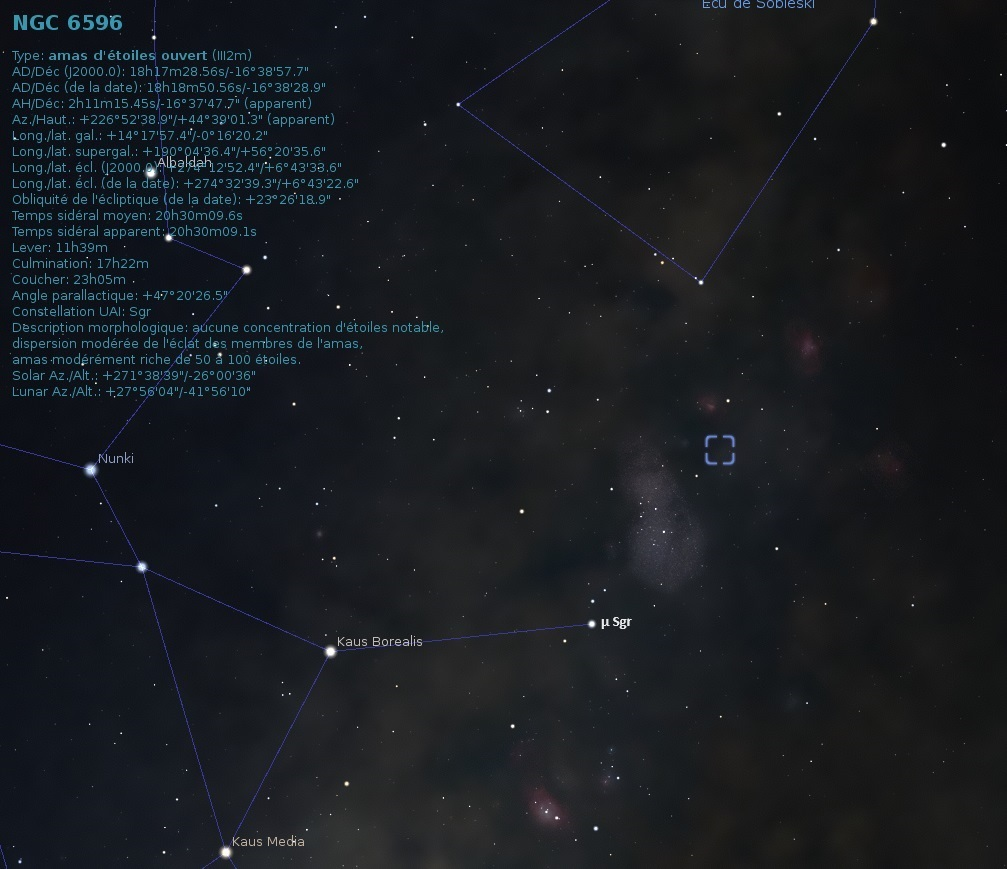
Emplacement de NGC 6596 dans la constellation du Sagittaire.

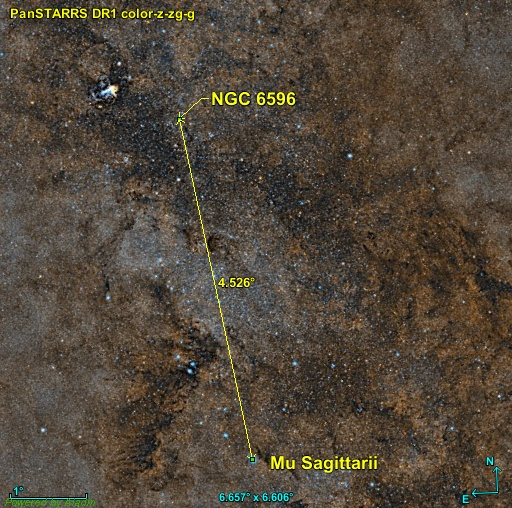
Position de NGC 6596 par rapport une étoile du Sagittaire.

NGC 6596 est situé à environ 4,5 degrés au nord-ouest de l'étoile Mu Sagittarii.

## Caractéristiques
On connait peu de choses au sujet de cet amas. Sa distance est peu précise, trois valeurs sont indiquées sur la base de données Simbad : 1597 pc, 932 pc et 1100 pc.
Sa vitesse serait de 129 ± 38 km/s,,